# Liste der denkmalgeschützten Objekte in Makotřasy
Grundlage dieser Liste der denkmalgeschützten Objekte in Makotřasy ist die ÚSKP-Liste (Ústřední seznam kulturních památek České republiky, deutsch Zentrale Liste der Kulturdenkmäler der Tschechischen Republik), die von der tschechischen Denkmalschutzbehörde NPÚ (Národní památkový ústav, deutsch Nationale Denkmalbehörde) seit 1987 geführt wird und an die seit dem Jahr 1850 geschaffenen Listen anschließt.

## Denkmalgeschützte Objekte nach Ortsteilen
| Lage                                        | Objekt     | Beschreibung | ÚSKP-Nr.                  | Bild           |
| ------------------------------------------- | ---------- | --- | ------------------------- | -------------- |
| Makotřasy, östlich der Ortschaft (Standort) | Kultstätte | Kultstätte, archäologische Spuren. Die Überreste eines archäologisch erforschten rechteckigen Gebietes aus der Jungsteinzeit (Trichterbecherkultur); ohne Oberflächenrelikte. Der Standort befindet sich an einem Feldweg in der Nähe der Autobahn von Prag nach Slaný. | 24242/2-4059 Info Katalog | weitere Bilder |
| Makotřasy, Dorfplatz (Standort)             | Kapelle    | Eine kleine Backsteinkapelle auf einem polygonalen (achteckigen) Grundriss mit einer prismatischen niedrigen Laterne, die sich von der Dachspitze erhebt. Das Gebäude wurde in der ersten Hälfte des 19. Jahrhunderts erbaut.                                           | 28154/2-4058 Info Katalog | weitere Bilder |